# 美国空军国民警卫队
空軍國民警衛隊（英語：Air National Guard, ANG）是美国各个州、哥伦比亚特区、波多黎各、关岛、美属维尔京群岛的民兵航空部隊及美軍空軍部隊的後備部隊，与美国陆军国民警衛隊一起组成了美国国民警衛隊。

## 組成單位

### 國家級
- 空軍國民警衛隊準備中心
- 空軍國民警衛隊空軍預備役司令部測試中心
- 空軍國民警衛隊天氣準備訓練中心
- I·G·布朗空軍國民警衛隊訓練與教育中心

### 州份
- 阿拉巴馬空軍國民警衛隊

第117空中加油聯隊
第187戰鬥機聯隊
第226戰鬥通信團
- 阿拉斯加空軍國民警衛隊

第168空中加油聯隊
- 亞利桑那空軍國民警衛隊

第161空中加油聯隊
第162戰鬥機聯隊
第214偵察團
- 阿肯色空軍國民警衛隊

第188聯隊
第189空運聯隊
- 加州空軍國民警衛隊

第129救援聯隊
第144戰鬥機聯隊
第146空運聯隊
第162戰鬥通信團
第163偵察聯隊
- 科羅拉多空軍國民警衛隊

第140聯隊
- 康乃狄克空軍國民警衛隊

第103空運聯隊
- 德拉瓦空軍國民警衛隊

第166空運聯隊
- 佛羅里達空軍國民警衛隊

第125戰鬥機聯隊
- 喬治亞空軍國民警衛隊

第116空中控制聯隊
第165空運聯隊
- 夏威夷空軍國民警衛隊

第154聯隊
- 愛達荷空軍國民警衛隊

第124戰鬥機聯隊
- 伊利諾空軍國民警衛隊

第126空中加油聯隊
第182空運聯隊
第183戰鬥機聯隊
- 印第安納空軍國民警衛隊

第122戰鬥機聯隊
第181情報聯隊
- 愛荷華空軍國民警衛隊

第132戰鬥機聯隊
第185空中加油聯隊
- 堪薩斯空軍國民警衛隊

第184情報聯隊
第190th空中加油聯隊